# Roy McFarland
Roy Leslie McFarland (født 5. april 1948 i Liverpool, England) er en engelsk tidligere fodboldspiller (midterforsvarer og -træner).
McFarland spillede størstedelen af sin karriere hos Derby County, hvor han tilbragte i alt 15 sæsoner og var med til at vinde to engelske mesterskaber. Han havde også ophold hos Tranmere og Bradford. Han var også træner for både Derby og Bradford, og havde desuden trænerophold hos en lang række lavere rangerende klubber i de engelske fodboldligaer, og stod blandt andet i spidsen for Cambridge i fem år.
McFarland spillede desuden 28 kampe for det engelske landshold. Han debuterede for holdet 3. februar 1971 i en EM-kvalifikationskamp mod Malta, mens hans sidste landskamp var en VM-kvalifikationskamp mod Italien 17. november 1976.

## Titler
Engelsk mesterskab
- 1972 og 1975 med Derby County

FA Charity Shield
- 1975 med Derby County